# Ле Матов трофеј
Ле Матов трофеј (швед. Le Mat-pokalen) хокејашки је трофеј који се традиционално додељује победнику Хокејашке лиге Шведске. Први пут је додељен давне 1926. године и представља најстарији трофеј који се додељује победнику неког од професионалних спортских такмичења у Шведској. 
Трофеј је име добио по свом оснивачу, америчком режисеру и упосленику компаније Метро-Голдвин-Мејер и хокејашком тренеру Раулу Ле Мату који се сматра оснивачем модерног шведског хокеја на леду. Трофеј је израђен од сребра, висок је 52 сантиметра и тежак 3,34 килограма (од чега је сам сребрни покал тежак 800 грама). Верзија која се данас додељује представља копију оригинала украденох почетком 1950.их година. У односу на оригинал, садашњем трофеј има две сребрне укрштене хокејашке палице на врху и постоље од храстовог дрвета.
Први добитник Ле Матовог трофеја били је екипа Јургордена која је освојила национални шампионат 1926. године. 